# ジェラルド・アンダーソン
ジェラルド・ランドルフ・アンダーソン・ジュニア（Gerald Randolph Anderson Jr.、1989年3月6日 - ）はフィリピン人の俳優。